# Олдувай
Олдува́й, или Олдупай, или Олдува́йское ущелье, или Олдовайское ущелье (англ. Olduvai Gorge) — ущелье на севере Танзании, в 36 км к северо-востоку от озера Эяси. Представляет собой 40-километровую расщелину, идущую вдоль равнин Серенгети в охраняемой зоне Нгоронгоро, глубиной ок. 100 м и площадью 250 км².

## Палеонтология и археология
Ущелье Олдувай — территория множества находок доисторического периода. В 1913 году в ходе исследования ущелья, проводившегося археологом Гансом Реком, в слое пород, возраст которого оценивается приблизительно в 1,5 миллиона лет, был обнаружен скелет. Возраст найденных останков стал предметом спора — они могли оказаться на одном из нижних горизонтов в результате перезахоронения. Однозначного разрешения спор не получил.
Археологами Луисом, Мэри и Джонатаном Лики на территории ущелья на протяжении 1930—1960-х годов велись масштабные раскопки, при этом наиболее важные открытия, часть из которых стала существенной ступенью в деле исследования происхождения человека, сделаны ими в 1959—1963 годах. В частности, были найдены останки Homo habilis (древность свыше 2 млн лет), напоминавших австралопитековых обезьян, но уже перешагнувших рубеж, отделявший человека от более примитивных обезьяньих предков. Был также обнаружен череп австралопитека, расколотые кости убитых на охоте животных и очень грубые каменные орудия, относящиеся к древнейшей эпохе палеолита (т. н. олдувайская культура). Вышележащий слой (древность 1,4—1 млн лет) содержал помимо каменных орудий кости людей, занимавших промежуточное положение между человеком умелым (лат. Homo habilis) и питекантропом. Рядом с останками человеческих существ были найдены и останки хищных животных того же периода, крупнейшим из которых был Crocodylus anthropophagus. 27 костяных орудий датируются возрастом 1,48 ± 0,2 млн лет .
В формации Наисиусиу микролиты регулярно производились 62—59 тыс. лет назад. Сапиенс OH 83 из местонахождения PLK, найденный в верхнем уровне слоёв Ндуту, датируется интервалом 32—60 тыс. л. н. Черепная крышка OH 1968 из верха слоёв Ндуту с датировкой 45 тыс. лет назад.

## Массовая культура
Олдувай — место появления первого камня-монолита на Земле в романе Артура Кларка «2001: Космическая Одиссея».
Олдувай — место расположения телепортера на Марс в фильме Doom.
«Семь взглядов на Олдувайское ущелье» — рассказ Майка Резника.